# Jakob Huwyler II.

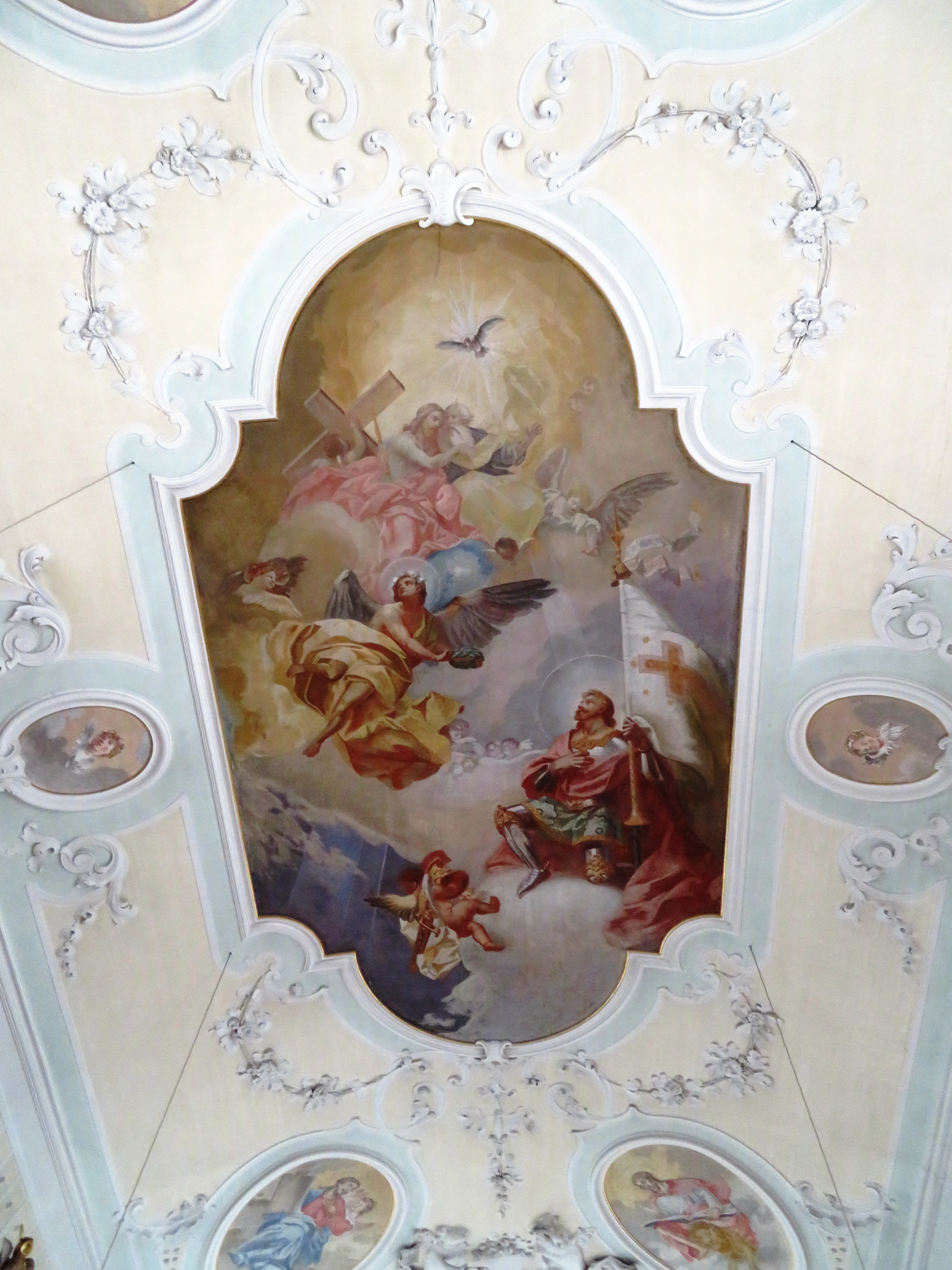
Deckenbild in St. Mauritius in Stein im Allgäu (1903)

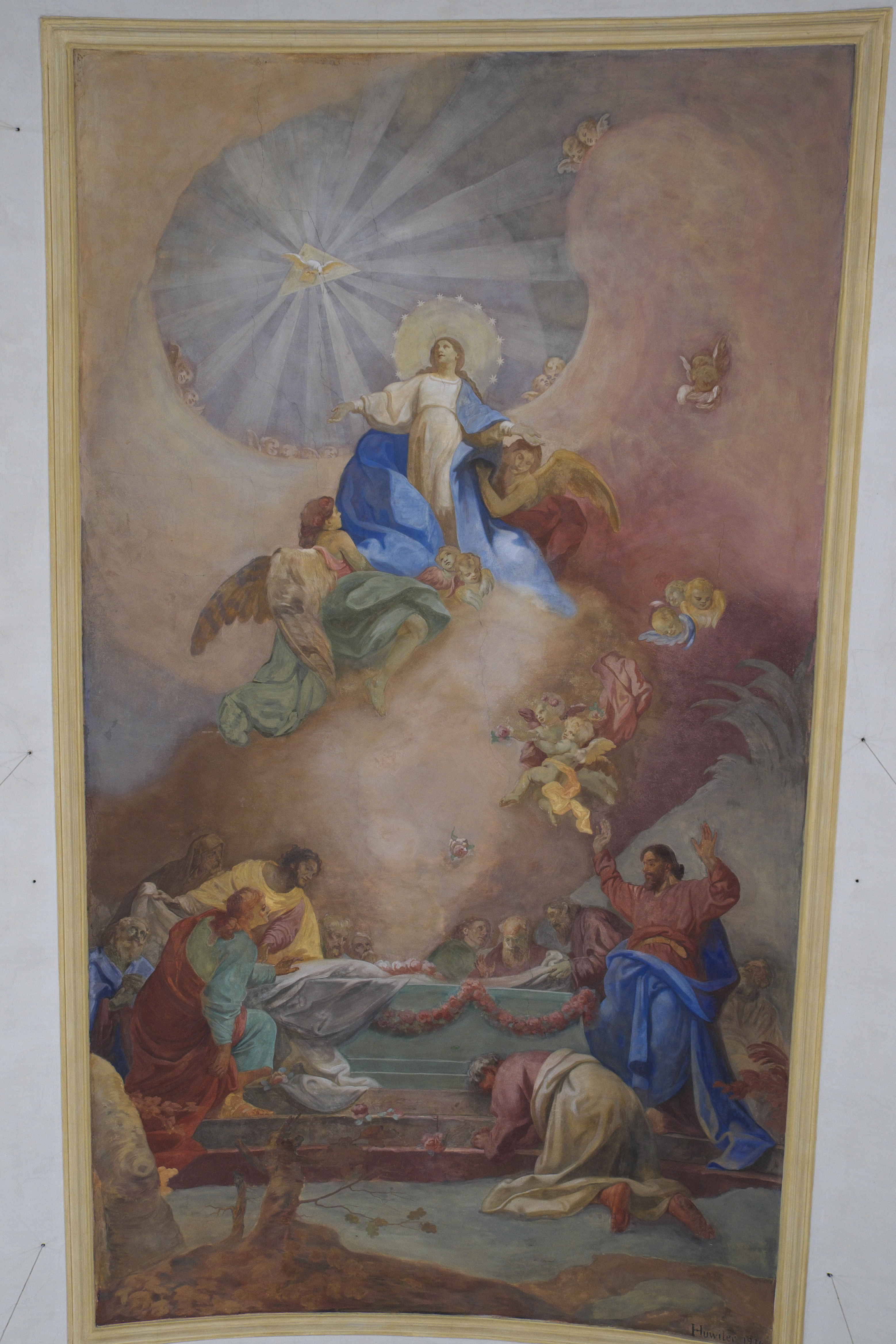
Deckenbild in Mariä Geburt in Traubing (1916)

Jakob Huwyler II. (auch: Jakob Huwiler II., * 30. August 1867 in Sursee; † 27. April 1938 in Ruswil) war ein Schweizer Maler. Er war lange Zeit in Deutschland tätig.

## Leben
Jakob Huwyler II. war ein Sohn des Malers Jakob Huwyler I. Seine erste Anleitung zum Malen erhielt er im Alter von 12 Jahren durch seinen Vater. Drei Jahre später begann er eine Ausbildung an der Kunstgewerbeschule in Luzern und wurde ein Schüler Joseph Weingartners. Er musste zunächst heimkehren, um seine Eltern zu unterstützen, so dass er eine Zeit lang Porträtbilder in Graubünden und Schwyz fertigte. Unterstützt wurde er durch einen Herrn Caviezel aus Castelmur, der es ihm ermöglichte nach München zu reisen, um mithilfe eines Stipendiums seines Heimatkantons die Studien bei Friedrich Fehr und Schmid-Reuti fortzuführen. Er schuf und restaurierte Fresken in Kirchen in Unterfranken, München und im Allgäu. Vier grosse Wandgemälde (Weihnachten, Pfingsten, Mariä Himmelfahrt und Mariä Verkündigung) schuf er in Wiggensbach. Dort erneuerte er zudem die Fresken des Hofmalers Franz Georg Hermann, die aus dem Jahr 1725 stammten. Es folgten die Restaurierungen wertvoller Fresken des Malers H. Bergmüller in Heiligkreuz in Kempten. Eine Abendmahlsdarstellung nach Deschwanden hinterliess er in einer Kapelle in Vollingen bei der Treib. Im Jahr 1903 war er in der Kirche von Lautrach im Allgäu tätig.
1933 zog er von München nach Ruswil. In seinen letzten Lebensjahren schuf er auch in der Schweiz viele Gemälde in Kirchen, unter anderem in Grossdietwil, Grosswangen, Ruswil, Rüediswil und Sursee. Ausser Fresken schuf er auch Porträts.
Jakob Huwylers jüngerer Sohn Willy wurde ebenfalls Künstler.

## Werke (Auswahl)
- St. Gallus (Wurmlingen): zwei Deckenfresken (1896)
- St. Peter und St. Paul (Benningen): Hl. Cäcilia an der Orgel, Emporengemälde (1903/04)
- St. Mauritius (Stein im Allgäu): Deckenfresko im Langhaus und ein Wandgemälde (1903)
- Heilig Geist (Durach): Mariä Verkündigung, Fresko am Vorchor (1906)
- St. Andreas (Gremheim): Christi Geburt, Fresko im Langhaus (1908)
- St. Stephan (Füssen): Heiliger Franziskus, Gemälde (1913)
- Mariä Geburt (Traubing): Mariä Himmelfahrt, Deckenfresko (1916)
- St. Elisabeth (Ebratshofen): Jakobs Kampf mit dem Engel Jahwes, Heilige Elisabeth als Fürsprecherin der Pfarrei Ebratshofen, Fresken, Kreuzwegstationen (1922)
- St. Johannes Baptist (Attenkirchen): Die Taufe Jesu und Johannes predigt in der Wüste, Deckenfresken (1926)
- St. Georg (Ingenried): Himmelfahrt Mariens, Langhausfresko, und Die göttlichen Tugenden, rundes Chorbild (1933)
- St. Christina (Kulmerau): St. Christina beschützt Kulmerau, Deckenfresko, Agnus Dei, Chorbild, St. Wendelin und St. Xaver, Seitenaltarbilder (1934)